# Asopus Vallis
Asopus Vallis és una formació geològica de tipus vallis a la superfície de Mart, localitzada amb el sistema de coordenades planetocèntriques a -4.01 ° latitud N i 210.54 ° longitud E, que fa 40.82 km de diàmetre. El nom va ser aprovat per la UAI l'any 1985 i fa referència a una característica d'albedo.